# 大正15年9月広島豪雨災害
大正15年9月広島豪雨災害（たいしょう15ねん9がつひろしまごううさいがい）とは、1926年（大正15年）9月に発生した一連の水害（豪雨災害）。
この月は全国各地で災害が発生したが本項では広島県のみに限定する。

## 概要

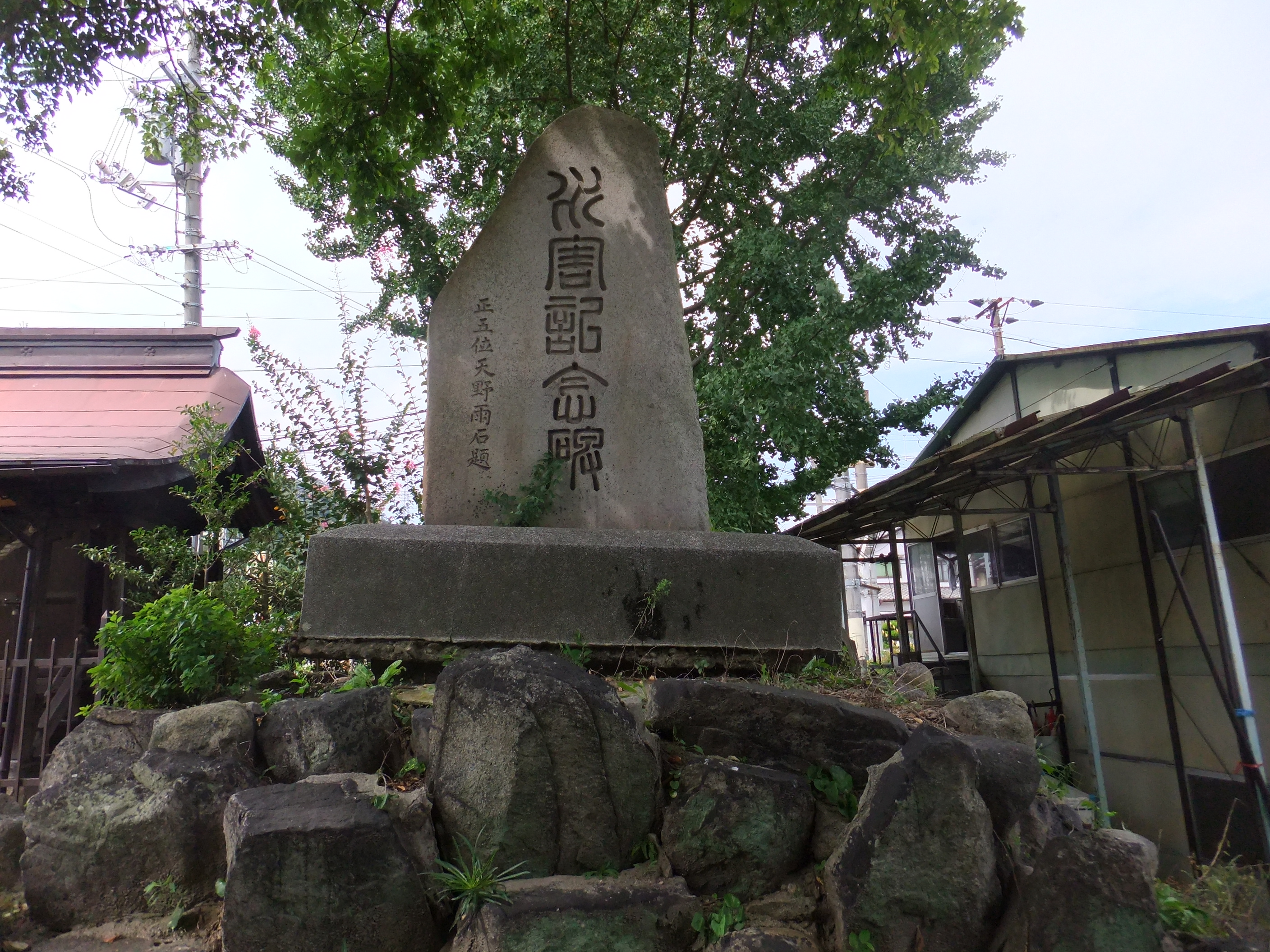
中野村水害記念碑

1926年（大正15年）9月は台風の上陸や十勝岳が噴火するなど、全国的に災害が発生した。その中で広島は集中豪雨による豪雨災害に見舞われた。
正式な災害記録として残っているのは9月11日と9月23日の2度で、時刻はどちらも未明であった。1日最大雨量は339.6mm（11日）、時間最大雨量は79.2mm（11日1時から2時）、どちらも広島市で記録している。1879年（明治12年）に発足した広島測候所（現在の広島地方気象台）にとっては、当時観測史上初の雨量を記録している。集中豪雨は11日のみで、23日は同月の他の日と比べ降水量が多かったとはいえ11日ほどではなかった。
この集中豪雨は正式な災害記録の中では、広島市を中心とした周囲10km（3里とも）の非常に狭い範囲で起こり、中でも現在における安佐北区/安佐南区/東区/安芸区から安芸郡府中町の呉娑々宇山にかけて、河川氾濫や土砂災害が発生した。特に、瀬野川水系畑賀川流域の安芸郡畑賀村（のち瀬野川町で現在は安芸区）と、太田川水系山本川流域の安佐郡山本村（のち祇園町で現在の安佐南区）は大損害を受けた。畑賀では山陽本線特急列車脱線事故が発生している。なお殆どの被害は11日に出したものであり、23日は列車事故を伴った畑賀での災害のみであった。
被害記録は水害碑などによってその地区ごとに残っているが、全体での被害数はわからず、更に市内中心部の被害状況の資料は残っていない。

## 降水
以下昭和初期に書かれた広島測候所の気象年報を元に記載する。
台風は8月から発生していたもののこの時点では日本上陸せず。9月に入り4日朝紀淡海峡から上陸した台風は北東方向へ進み猛威を奮い、関東地方特に埼玉県で被害を大きくした。9月7日にフィリピン付近で発生した台風は日本に上陸せず北々西に進み、9月10日には中国廈門市に上陸している。つまり、広島にはこの時点で台風による被害はなかった。
一方で、9月においては太平洋高気圧は常に小笠原諸島にあり（小笠原気団）、西日本ではいたるところで副低気圧が発生し不安定な天候が続いていた。9月8日に太田川流域で洪水災害が発生したとする記録もある。
9月10日時点で広島測候所は付近に低気圧を観測しておらず、中央気象台によると同日18時に対馬海峡から中国山地に沿って若狭湾まで不連続な気圧の谷が発生していた。その南側に局地的な小低気圧（地形性低気圧）が発生し、これが9月11日未明の豪雨となった。
その後、また副低気圧は日本海西部に発生し、9月22日に対馬海峡にあった低気圧が東側へ移動したことにより、9月23日未明の雨となった。

## 被害
被害数は、大きな被害を出した地区の個別の資料として残っている。浸水被害は全体で1万戸とする資料もある。
以下、広島県が公式記録として採用している資料である、『地理学』第18号「広島湾岸地域の山津波災害」に記載された死者・行方不明者数を示す。なお他の資料によっては人数が異なる。
| 当該河川            | 現住所       | 死者 行方不明者 | 備考         |
| ------------------- | ------------ | --------------- | ------------ |
| 畑賀川              | 安芸区畑賀   | 69              | 列車事故含む |
| 山本川              | 安佐南区山本 | 24              |              |
| 一の谷川 （矢口川） | 安佐北区口田 | 2               |              |
| 岩坪川              | 安佐北区口田 | 1               |              |
| 温品川 （府中大川） | 東区温品     | 4               |              |
| 榎川                | 安芸郡府中町 | 3               |              |

これらは東から呉娑々宇山-高尾山-二ヶ城山、太田川を超えて武田山で土砂災害が発生していたことを意味する。また、牛田山がある東区にある尾長天満宮がこの豪雨での山津波により倒壊した記録が残り、現在の廿日市市の厳島の大聖院（現在の県庁から約17km）が土砂で埋没した写真が残されている。
その他、当時幟町小は市内中心部の中区幟町公園の場所にあった幟町小学校付近で出水により船で通行している写真がある。一方で、同月15日つまり集中豪雨から4日後に撮影された基町・大手町の映像では、基町の西練兵場の地面がぬかるんだ形跡が見られる。

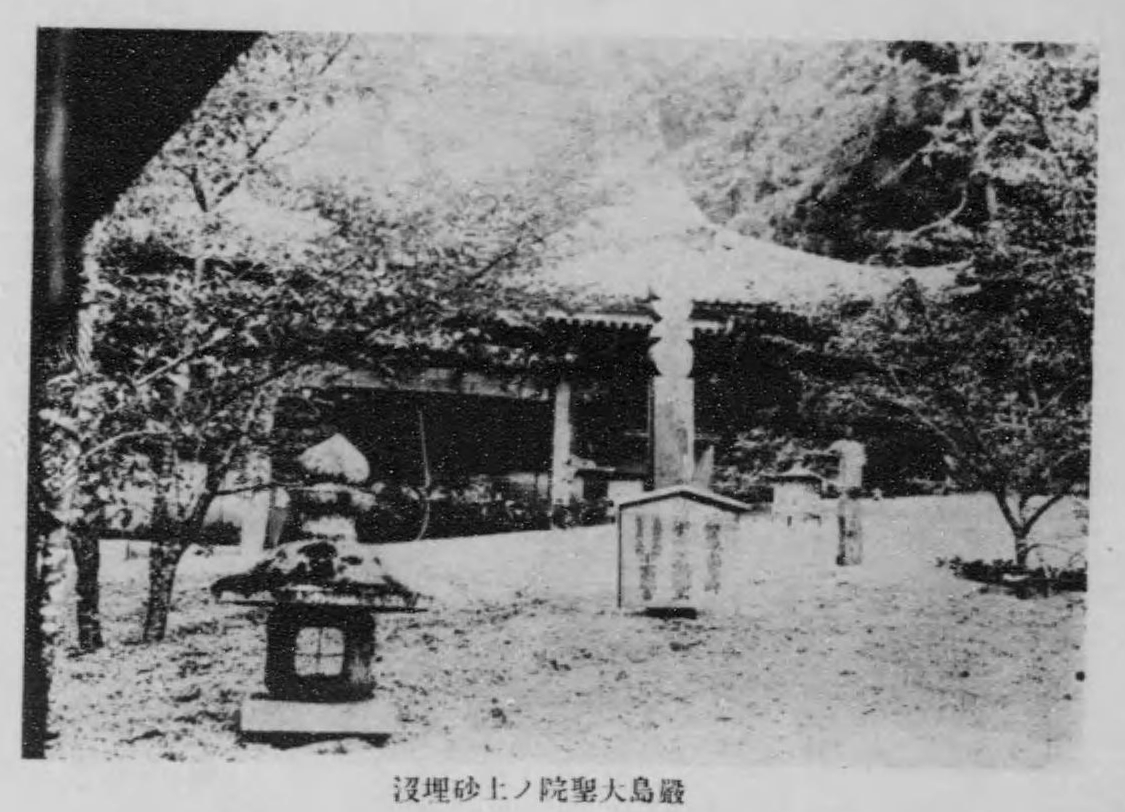
厳島大聖院の土砂埋没
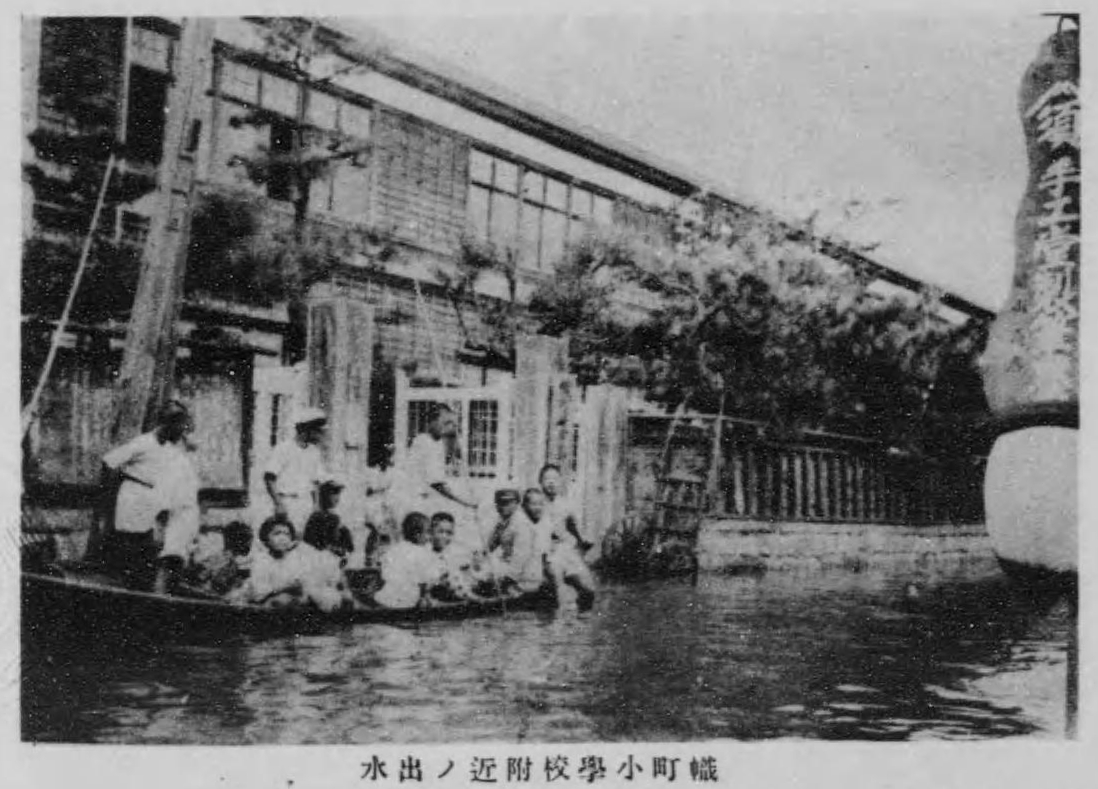
幟町小学校付近の出水

## 詳細

### 呉娑々宇山周辺

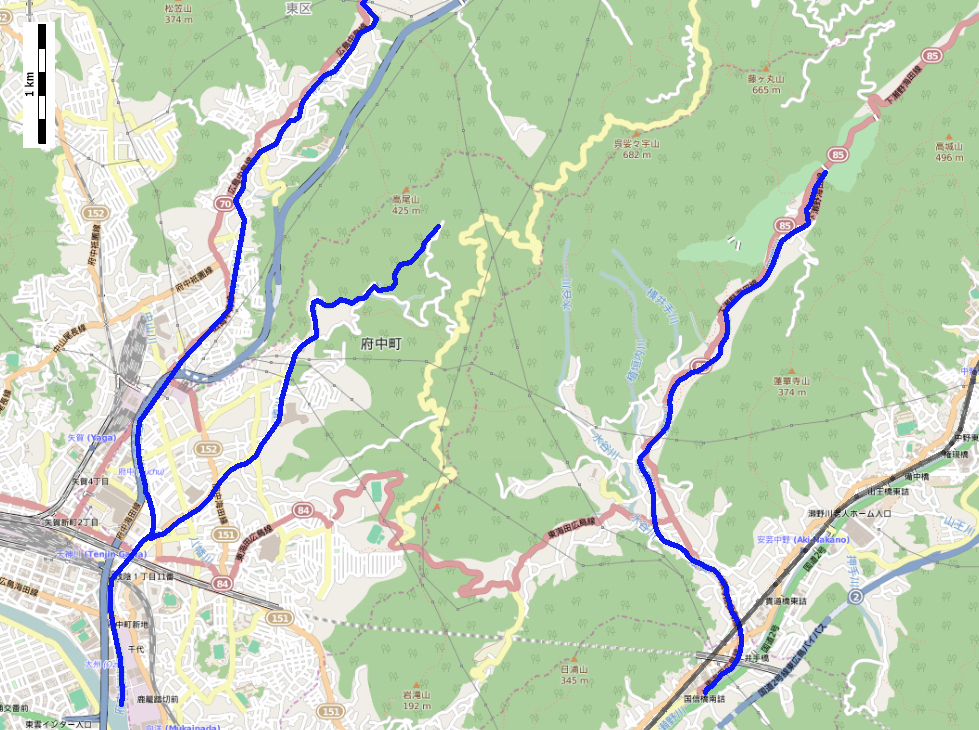
当該河川を2015年現在の地図に示したもの。河川改修により当時の流路と違うものがある。
右から、畑賀川、榎川、府中大川（温品川）。温品は榎川の源流の左側付近にあたる。

#### 畑賀
以下、広島市立畑賀小学校敷地内にある「畑賀村水害碑」より。
呉娑々宇山の南側に位置するこの地は中小の渓流が多く、久賀谷・横井手・西垣内・水谷・為角の各渓流が畑賀川に流れ込み、そして瀬野川に合流する。
9月11日未明、連日続いていた豪雨により各渓流で土石流が発生し、畑賀は荒廃の地と化した。家屋・田畑・道路・堤防・橋梁と多くは流出し、死傷者を出した。被災者100人を村校（畑賀小）に収容し、6日間かけ行方不明者を捜索した結果、死者35人発見、1人行方不明のままとなった。復旧工事には近隣市町村からの応援含め2万5千人と陸軍第5師団工兵隊600人であたり、一応の応急処置が行われていた。
そこへ9月23日未明、再び豪雨により畑賀川は決壊する。土砂が山陽線中野駅まで到達し線路を決裂し山陽本線特急列車脱線事故を引き起こした。
以降、国の補助や県による直轄工事として復旧工事が進められ、1930年（昭和5年）全ての復旧が完了した。

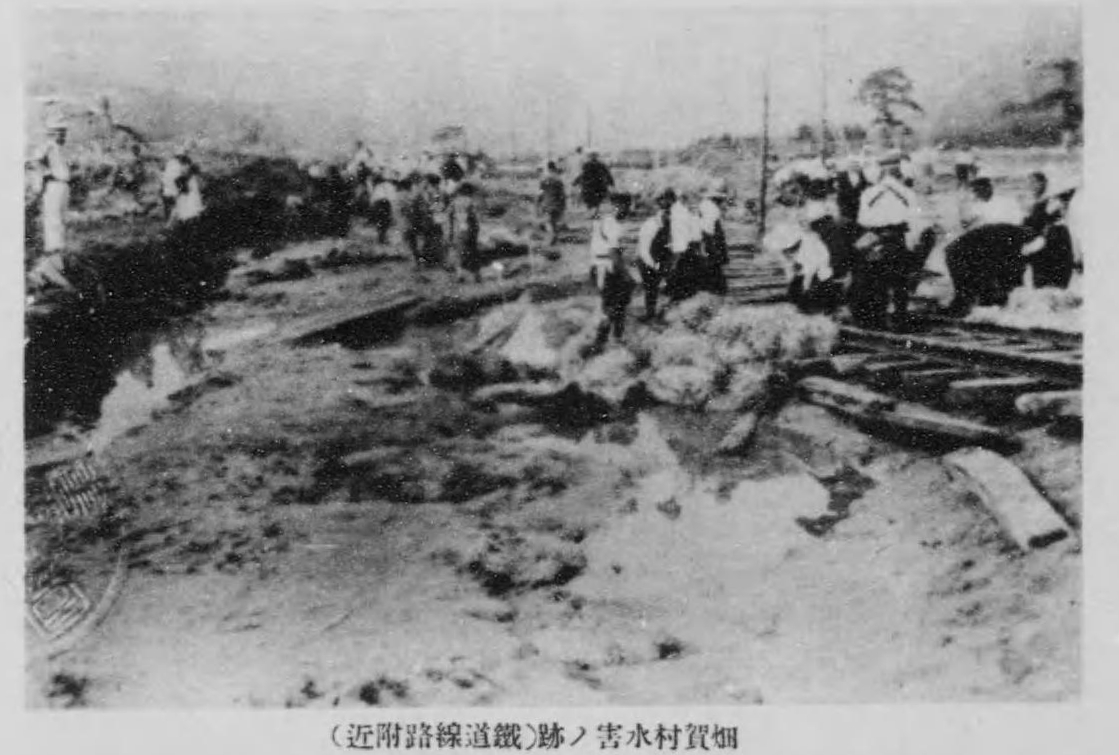
鉄道線路付近
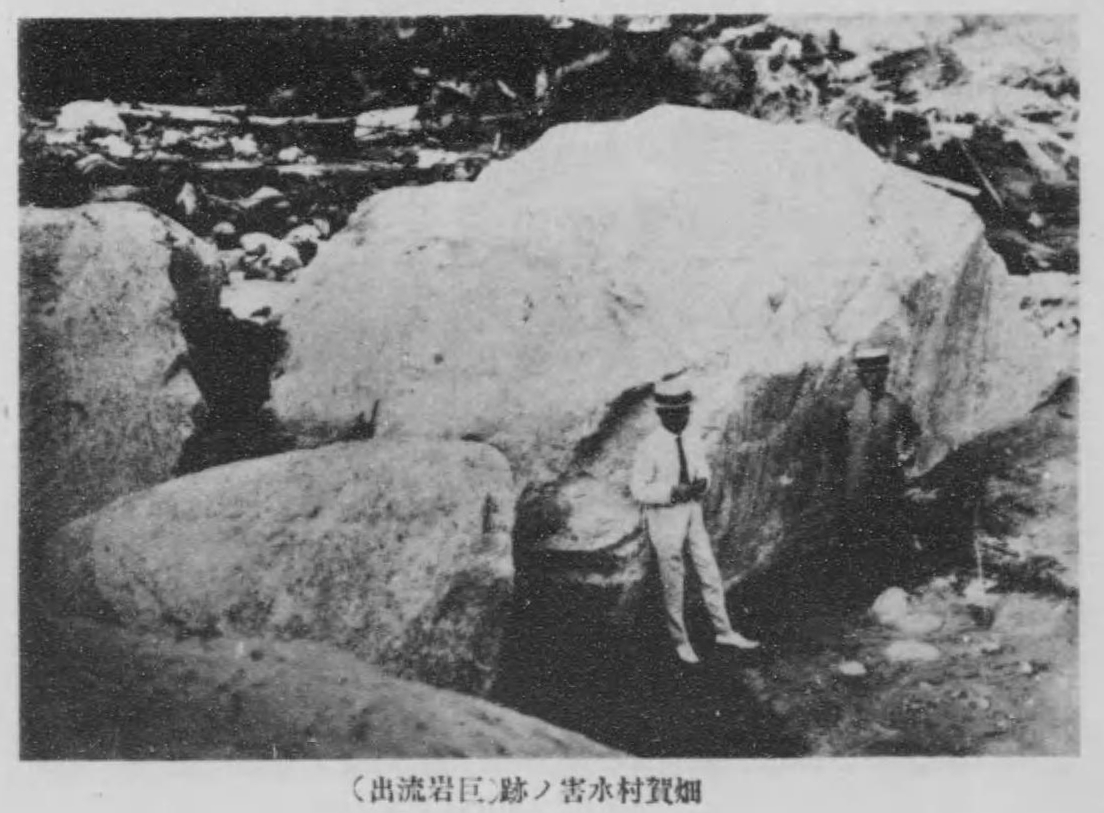
巨岩流出
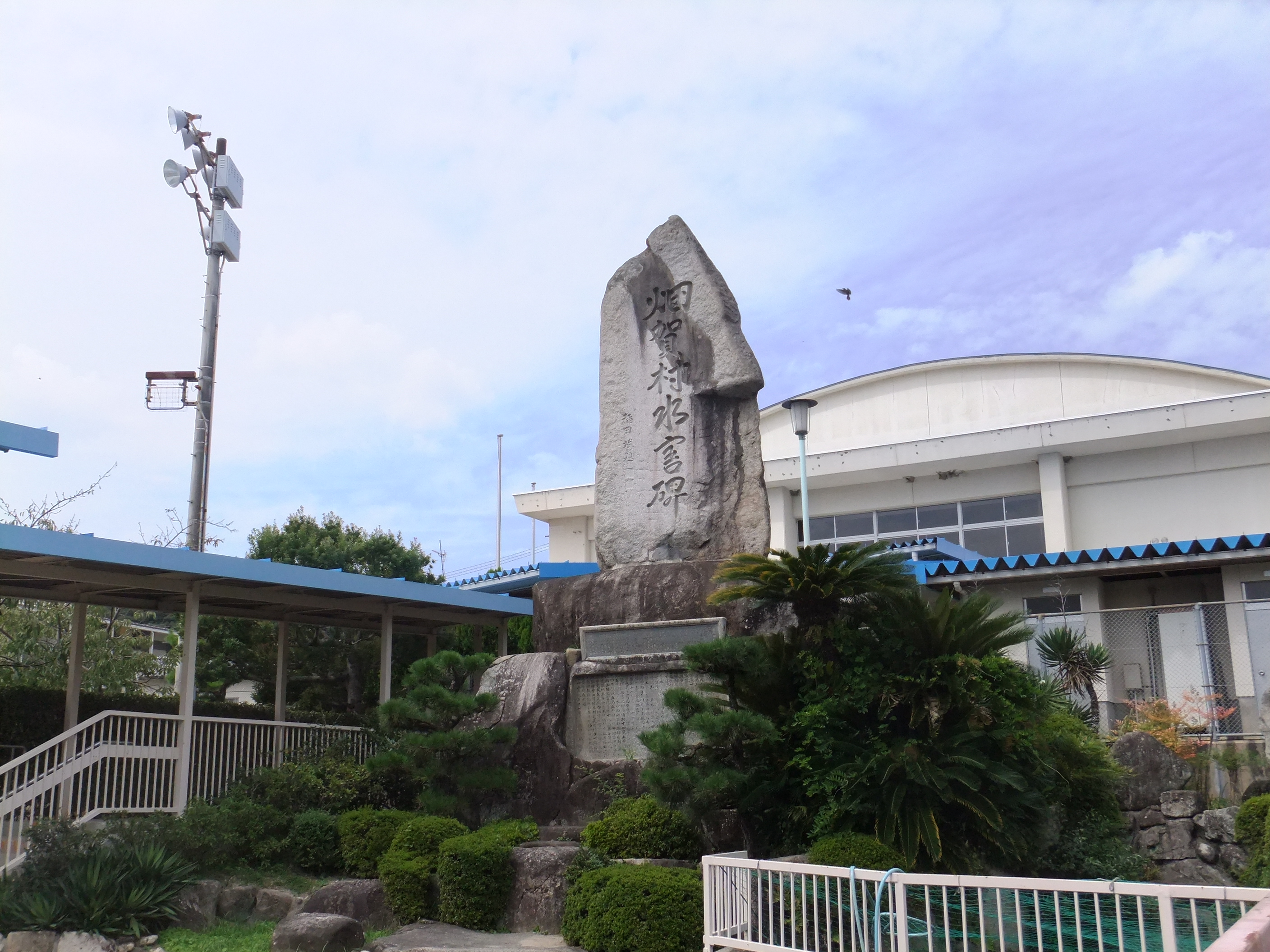
畑賀村水害碑

#### 府中町
以下、府中町えの宮公園内にある「府中村水害記念碑」より。
11日未明、豪雨により榎川で河川氾濫した。死者3人、負傷者不明、家屋流出は26戸、倒壊101戸、流出田畑が65.4ヘクタール、堤防決壊は約6.3km、橋梁流出は20ヶ所。被害総額は100万円を超えた。

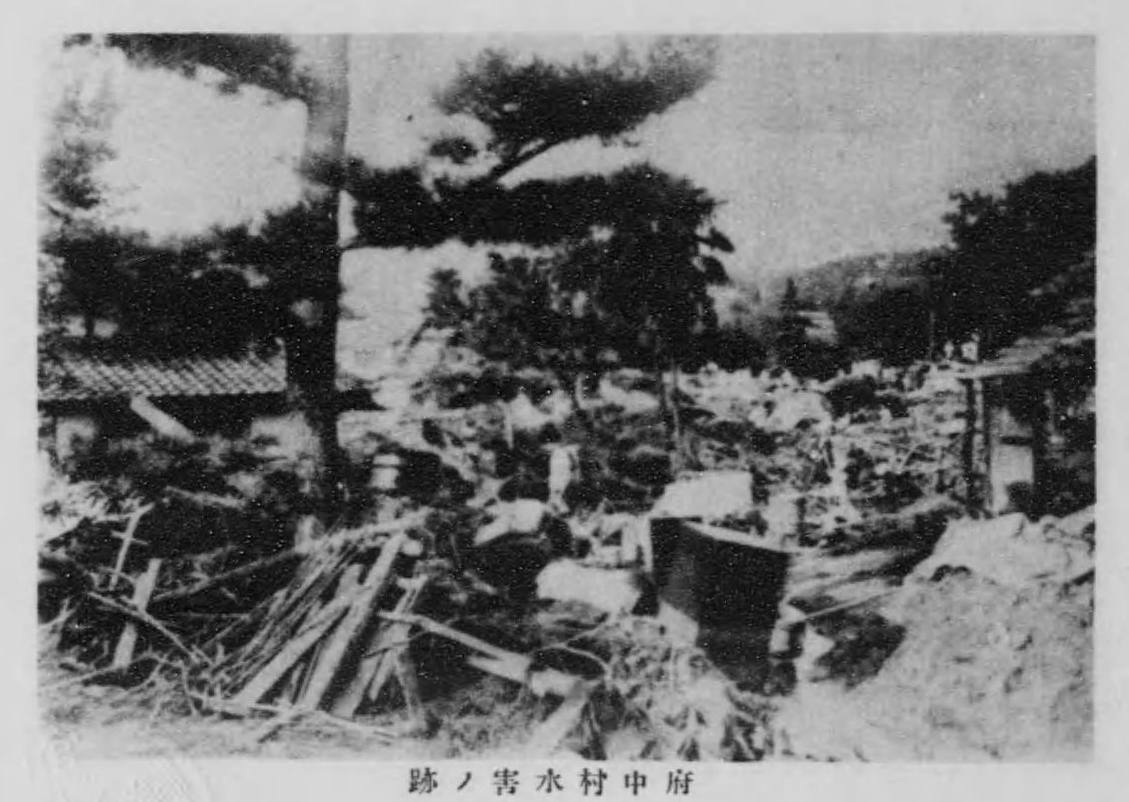
府中村水害の跡
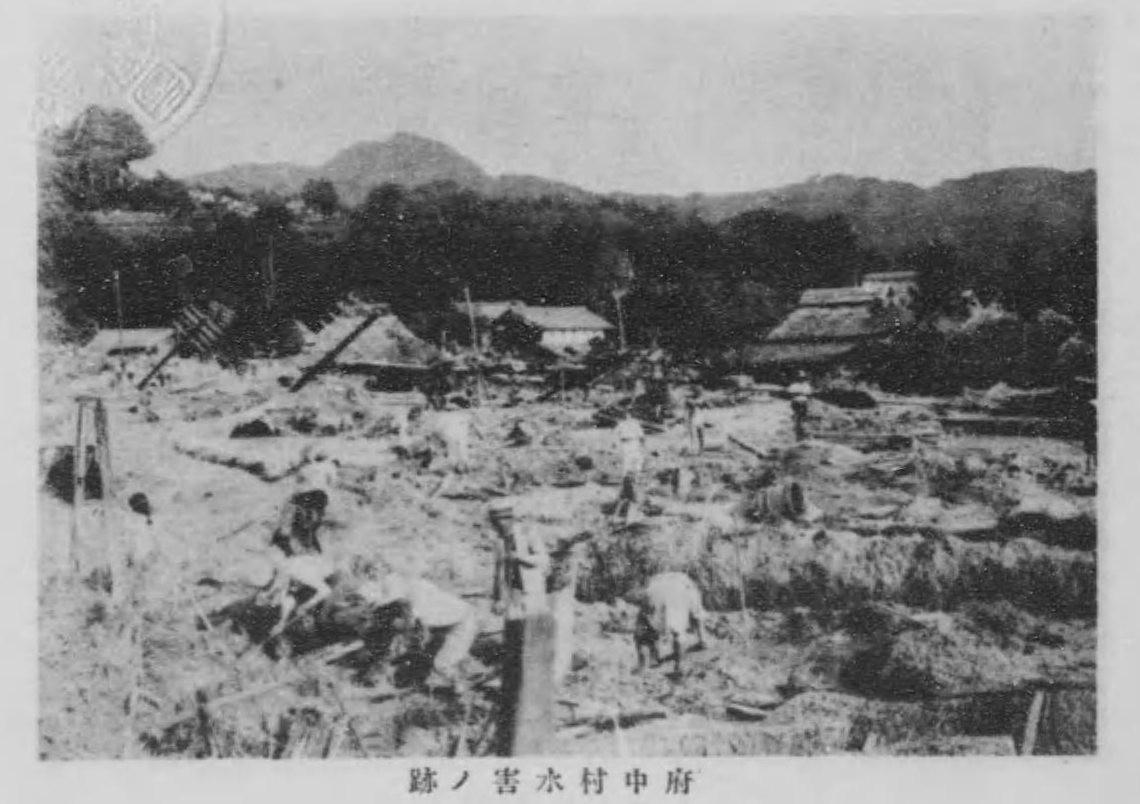
府中村水害の跡
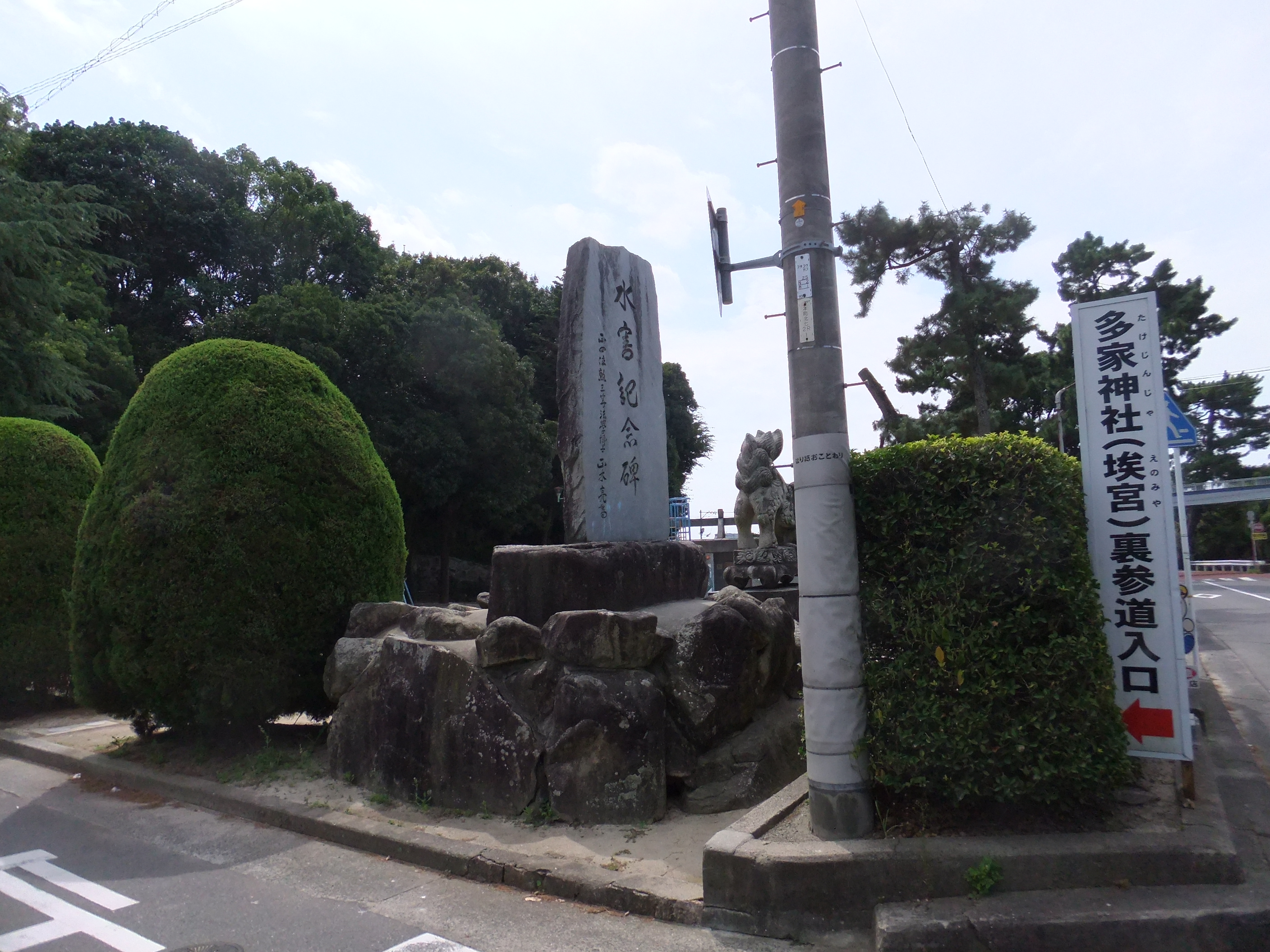
府中村水害記念碑

#### 温品
以下、温品郵便局近くにある「温品村水害碑」より。
11日2時頃、豪雨により土石流が発生し集落を襲った。死者4人、負傷者1人、流出家屋は115戸、道路陥没が2,439m、流出田畑が4,552アール、堤防決壊が4,320m、温品村の橋は全部落橋した。被害総額は約50万円。

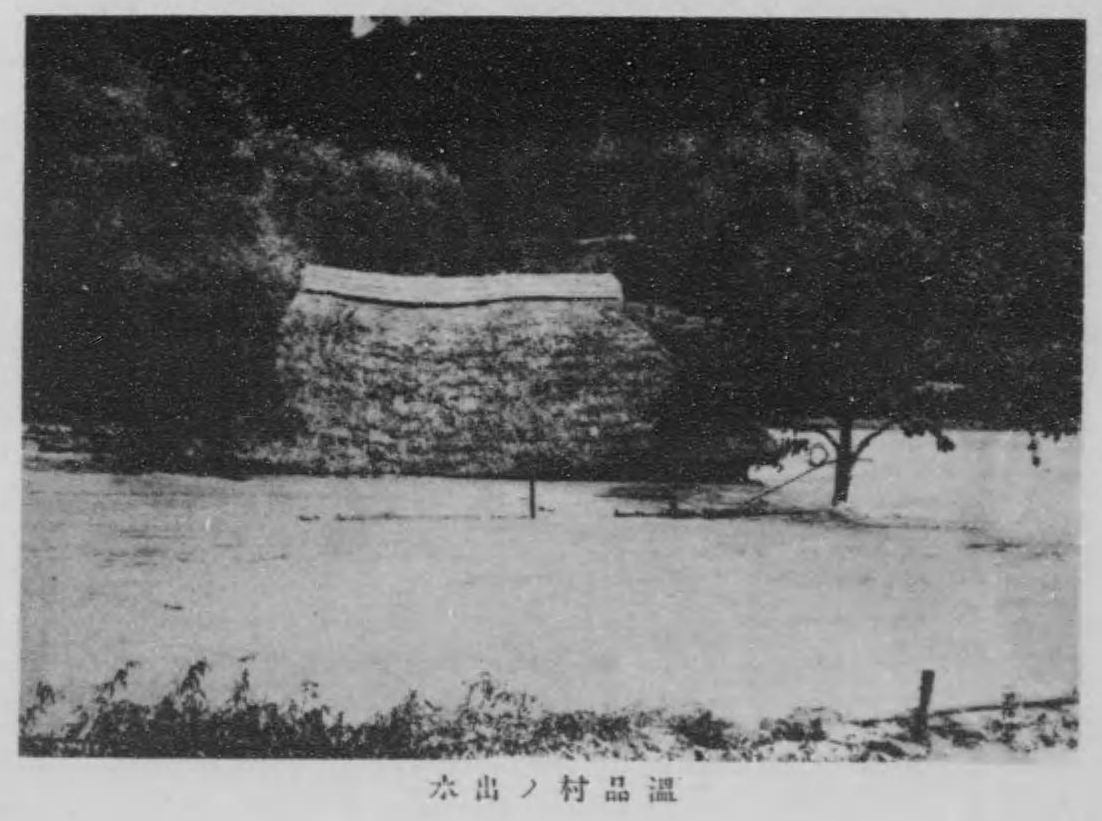
温品村の出水
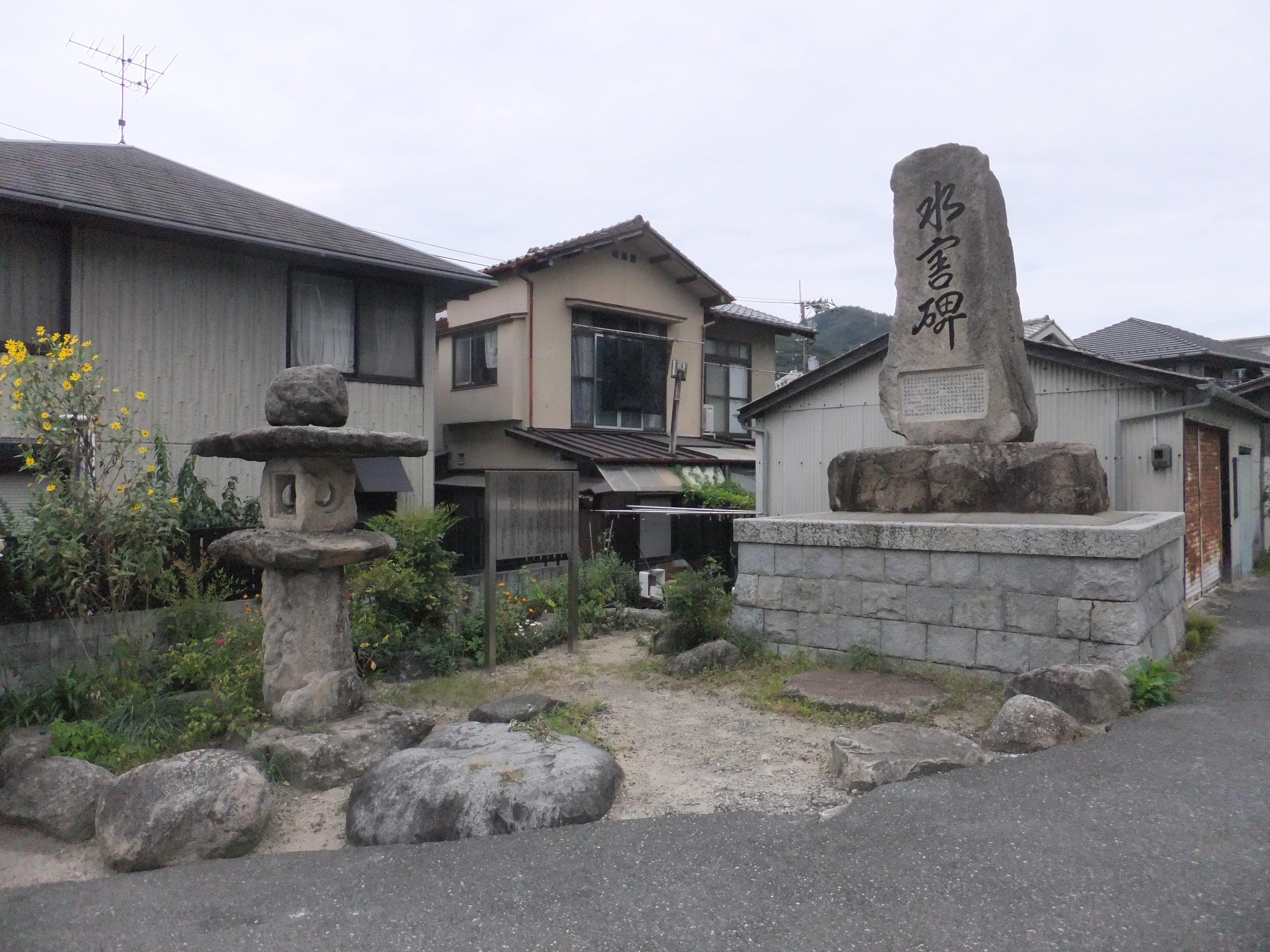
温品村水害碑

### 市北部

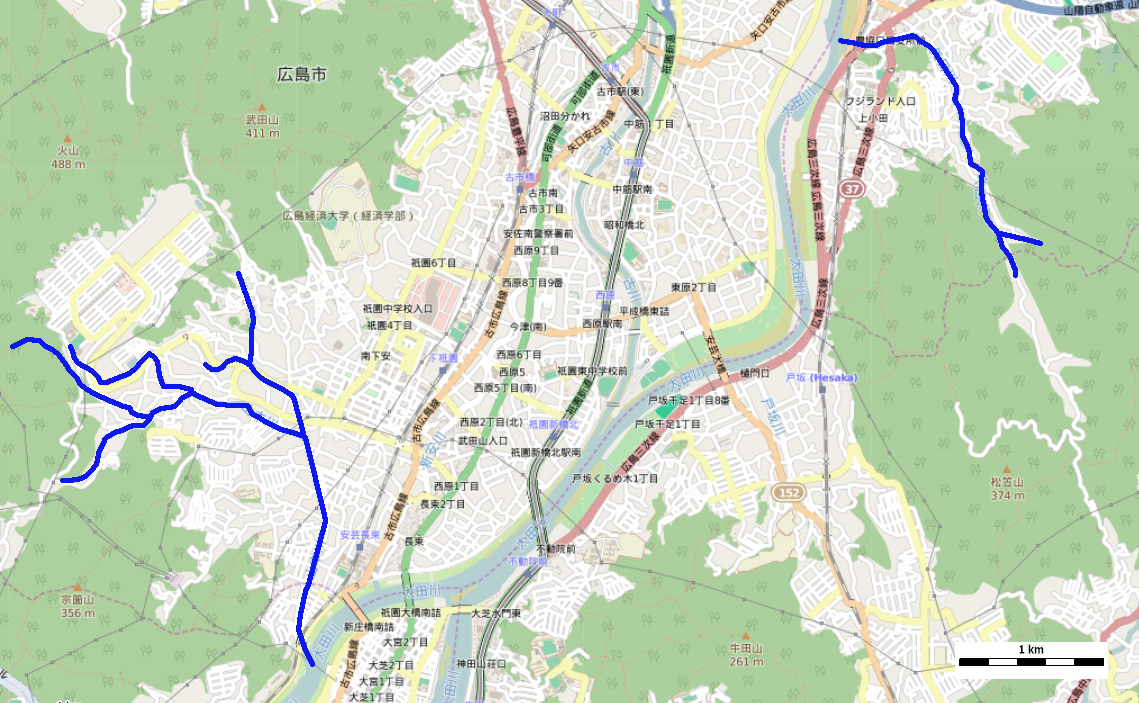
当該河川を2015年現在の地図に示したもの。河川改修により当時の流路と違うものがある。
左が山本地区、右が口田地区。

#### 山本
以下、祇園・祇園西公民館が公表する歴史情報「山本を襲った大水害」より。
11日7時頃、山本地区の西から南にあたる甲斐迫・七曲で山崩れが、西方向にあたる権現川・三谷川で土石流が発生し、下流の西山本川に大量の土砂が流入し田畑や家屋を襲った。溺死者24人、負傷者21人、家屋のうち流出が16戸半流出が16戸、流出田畑が約30ヘクタール。
復旧は、近隣町村からの応援や陸軍第5師団工兵隊も手伝って行われ、国や県からの補助を受け1928年（昭和3年）3月ほぼ全ての復旧工事が完成した。なおその同年6月にまた豪雨被害にあっている。

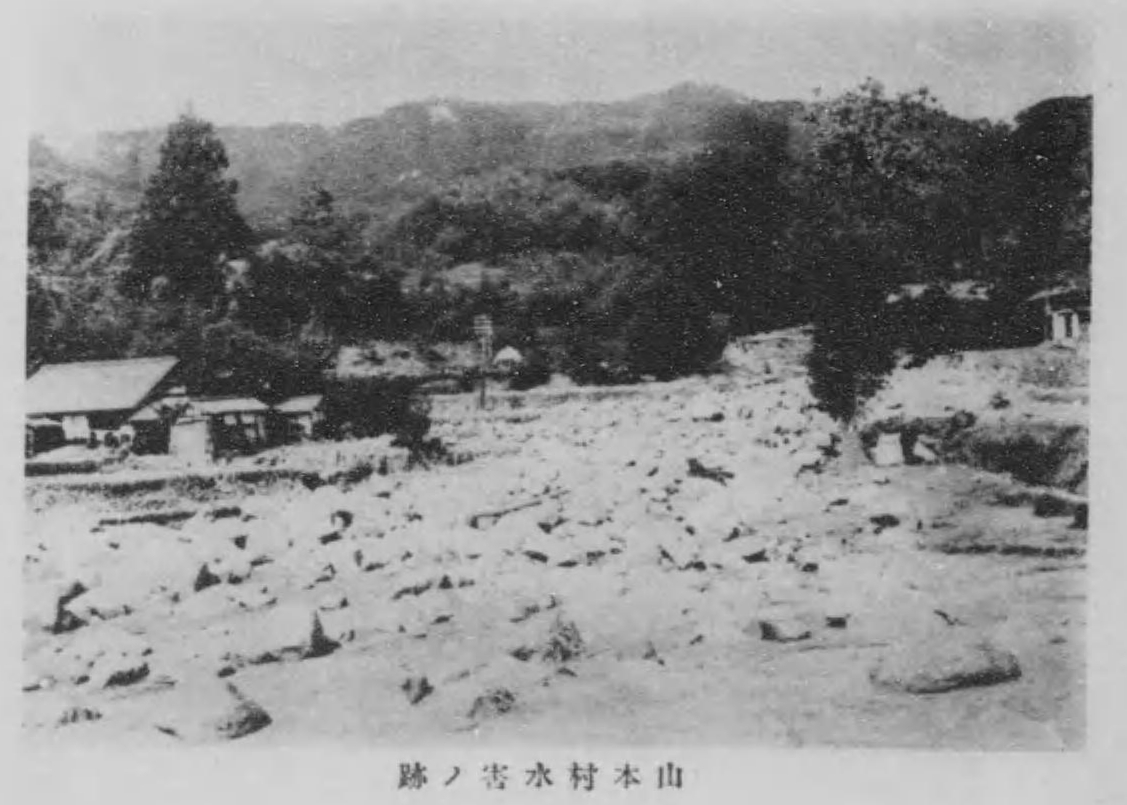
山本村水害の跡

#### 口田
以下、広島市立口田小学校が公表する「大正の山津浪の惨状」より。
11日1時頃、この地区を猛烈な豪雨が襲い、5時頃に矢口一の谷川と小田岩坪川で土石流が発生した。三次街道(現県道37号、上地図赤線）沿い口田郵便局まで土砂が到達し、家屋を倒壊した。
この地区の死者は3人、うち岩坪川によるものは1人で土石流により家屋が倒壊し下敷きになり、一の谷川によるものは警備にあたっていた消防団員2人が濁流に流された。

## 沿革
- 9月8日 - 洪水被害
  - 上記の通り一般的な水文資料にはこの洪水災害の記載はされていないが、太田川を管理する国土交通省太田川河川事務所の資料に、この日に太田川流域で洪水があったと記載されている[10]。以下、記載されている数値を列挙する[10]。なお広島測候所の記録では、この日近辺での太田川流域で都谷（北広島町）で比較的雨量があった[6]。
    - 水位 : 3.0m（太田川橋地点）
    - 死傷者 : 10人
    - 浸水 : 田畑 1,500町歩、家屋1,000戸
    - 堤防決壊 : 35ヶ所
    - 橋梁流出 : 20ヶ所
    - 被害総額 : 1,801,361円
- 9月11日 - 集中豪雨による土砂崩れ発生
- 9月22日 - 大雨に伴う土砂崩れにより山陽本線特急列車脱線事故発生
- 9月29日 - 地震
  - この日、安芸灘（推定）を震源とする地震があった。加計や黒瀬で強震（現在の震度5）であったが、この豪雨災害の被災地では弱震（現在の震度3）程度であった[18]。

## 参考資料
- 広島測候所「広島県気象年報. 大正15･昭和元年」、2014年9月19日閲覧。
- 広島測候所「広島市附近豪雨調査報告」1926年、2014年9月19日閲覧。